# Zonneleeuwerik
De zonneleeuwerik (Galerida modesta) is een zangvogel uit de familie Alaudidae (leeuweriken).

## Verspreiding en leefgebied
Deze soort komt wijdverspreid voor in Afrika ten zuiden van de Sahara en telt vier ondersoorten:
- G. m. modesta: van Burkina Faso en noordelijk Ghana, oostelijk tot zuidelijk Soedan.
- G. m. nigrita: Senegal en Gambia, Guinee, Sierra Leone en zuidelijk Mali.
- G. m. struempelli: Kameroen.
- G. m. bucolica: zuidoostelijke Centraal-Afrikaanse Republiek, noordoostelijk Congo-Kinshasa en noordwestelijk Oeganda.

## Status
De grootte van de populatie is niet gekwantificeerd maar de soort wordt omschreven als plaatselijk algemeen. Op de Rode lijst van de IUCN heeft deze soort de status niet bedreigd.